# Fritz Creek (Alaska)
Fritz Creek es un lugar designado por el censo ubicado en el borough de Península de Kenai en el estado estadounidense de Alaska. En el año 2000 tenía una población de 1603 habitantes y una densidad poblacional de 11,38 personas por km².

## Geografía
Fritz Creek se encuentra ubicada en las coordenadas 59°43′54″N 151°15′2″O / 59.73167, -151.25056.

## Demografía
Según la Oficina del Censo en 2000 los ingresos medios por hogar en el lugar designado por el censo eran de $41.400, y los ingresos medios por familia eran $49.881. Los hombres tenían unos ingresos medios de $42.083 frente a los $31.250 para las mujeres. La renta per cápita para el lugar designado por el censo era de $18.937. Alrededor del 9,6% de la población estaban por debajo del umbral de pobreza.